# Fernando Ghia
Fernando Ghia (Roma, 22 luglio 1935 – Roma, 1º giugno 2005) è stato un produttore cinematografico italiano.

## Biografia
Giovanissimo frequenta l'Accademia nazionale d'arte drammatica Silvio D'Amico e nel 1956, debutta in teatro come attore, con la compagnia Anna Proclemer - Giorgio Albertazzi. Nel 1958 partecipa al famoso programma televisivo “Il mattatore” con Vittorio Gassman, ma capisce ben presto, di essere più interessato dall'organizzazione e produzione dello spettacolo, piuttosto che dalla professione di attore. Conosce infatti, poco dopo, il grande impresario teatrale Lucio Ardenzi sotto la guida del quale partecipa alla produzione di spettacoli quali Anna dei miracoli, Becket e il suo re, Mare e whisky, I sequestrati di Altona, Requiem per una monaca, Gog e Magog nel periodo che va dal 1959 al 1962.
La sua forte attrazione è però il cinema. Vi entra dapprima come agente rappresentando attori come Albert Finney (che diventerà suo carissimo amico e insegnante di inglese), Anouk Aimée, Raf Vallone, Rossano Brazzi, Anita Ekberg, Vittorio Gassman, Annie Girardot, Stefania Sandrelli, Gian Maria Volonté e molti altri. Nel 1966 il produttore Franco Cristaldi gli offre l'opportunità di lavorare al suo fianco nella realizzazione di numerosi film tra i quali La Cina è vicina di Marco Bellocchio, L'udienza di Marco Ferreri, Il caso Mattei di Francesco Rosi, Forza G di Duccio Tessari e Amarcord di Federico Fellini. È comunque con l'esperienza della Tenda Rossa di Mikheil Kalatozishvili, film del quale è produttore esecutivo, che entra in contatto con gli ambienti più qualificati del cinema internazionale, conoscendo attori come Peter Finch e Sean Connery. Alla fine del 1972 realizza, in Inghilterra, il suo primo film come produttore indipendente Lady Caroline Lamb, da una sceneggiatura di Robert Bolt (Lawrence d'Arabia, Il dottor Živago, Un uomo per tutte le stagioni, ecc) con Laurence Olivier, Sarah Miles, Richard Chamberlain e Jon Finch.
Nel 1973 si trasferisce a Hollywood dove lavora per circa tredici anni, collaborando a progetti con Paramount, 20th Century Fox e Warner Bros. e divenendo il vero punto di riferimento dei colleghi italiani che si affacciavano nel difficile mondo del cinema americano. Nel 1982 rientra in Italia per produrre Spaghetti House di Giulio Paradisi, con Nino Manfredi. Tornato negli USA, nel 1986 realizza finalmente Mission, il progetto silenziosamente, ma tenacemente perseguito per otto anni. Il film scritto da Robert Bolt con la regia di Roland Joffé e l'interpretazione di Robert De Niro, Jeremy Irons, Liam Neeson e con le musiche di un ispiratissimo Ennio Morricone, raccoglie numerosi riconoscimenti internazionali: al Festival di Cannes (1986) la Palma d'oro, cinque nomination e due Golden Globe dell'Hollywood Foreign Press Association, sette nomination ed il Premio Oscar per la fotografia; infine, sempre nel 1986, il Golden Angel conferito dalla Religion in media di Los Angeles alla produzione di maggior impatto morale e spirituale.
L'anno successivo, sempre per Mission, in Italia gli viene assegnato il David di Donatello come miglior produttore, mentre nel Regno Unito il film si aggiudica i premi BAFTA per il miglior attore non protagonista, il miglior montaggio e la miglior colonna sonora, oltre a otto altre nomination. Rientrato definitivamente a Roma, opera attraverso la PIXIT Srl, società da lui fondata e con la quale produce nel 1989 The Endless Game, film televisivo in coproduzione con la BBC diretto da Bryan Forbes con Albert Finney e George Segal e nel 1990 Tre colonne in cronaca diretto da Carlo Vanzina, ispirato al romanzo di Corrado Augias con Gian Maria Volonté. Nel 1996 realizza un film-evento per la televisione, basato sul romanzo di Joseph Conrad, Nostromo, co-prodotto dalla BBC, dalla Rai, dalla Televisión Española e dalla statunitense WGBH-TV. Interpretato da Albert Finney, Claudia Cardinale, Colin Firth e Claudio Amendola, è un successo, diffuso dalle televisioni di tutto il mondo. Nel 1996, dalla relazione con l'attrice Gaia De Laurentiis, nasce il figlio Sebastiano. Ghia muore a Roma, per un tumore ai polmoni, il 1º giugno 2005, poche settimane prima del suo 70º compleanno.